# Ziemia (film 1998)
Ziemia (Earth, inne tytuły: 1947, Earth: 1947, 1947: Earth in India) – indyjsko-kanadyjski dramat społeczny wyreżyserowany w 1998 roku przez mieszkającą w Kanadzie Induskę Deepę Mehtę. Film powstał w oparciu o powieść Bapsi Sidhwa wydaną w Indiach i USA pt. Cracking India, a wcześniej w 1988 w Wielkiej Brytanii pt. Ice Candy Man,. W rolach głównych Aamir Khan, Nandita Das i nagrodzony za debiut Rahul Khanna. Film jest częścią trylogii stworzonej przez autorkę (poprzedził go film Ogień, a kontynuację stanowił Woda. Tematem filmu są dramatyczne wydarzenia w Lahaur związane z odzyskiwaniem wolności przez Indie w 1947 roku i towarzyszącym temu podziałem Indii przez Brytyjczyków, który doprowadził do exodusu milionów i bratobójczej walki między hindusami, muzułmanami i sikhami.

## Obsada
- Aamir Khan – Dil Navaz,
- Nandita Das – Shanta, niania
- Rahul Khanna – Hassan, the Masseur
- Maia Sethna – Lenny Sethna
- Shabana Azmi – głos starszej Lenny
- Kitu Gidwani – Bunty Sethna
- Arif Zakaria – Rustom Sethna
- Kulbhushan Kharbanda – Imam Din
- Rajendra Kumar – Refugee Police